# Copa del Rey de fútbol 1910
La Copa del Rey de Fútbol 1910 fue la octava edición de esta  competición. La edición de 1910 se caracterizó por un cisma que dividió a los clubes españoles y que forzó la realización de dos campeonatos paralelos, uno en Madrid y otro en San Sebastián.
El campeonato organizado por el Club Ciclista de San Sebastián en San Sebastián lo ganó el Athletic Club y fue el tercer título de Copa obtenido por los bilbaínos.
En Madrid se disputó el campeonato organizado por la Federación Española de Clubes de Fútbol, que ganó el F. C. Barcelona. Este fue el primer título de Copa obtenido por los catalanes.
Unos años más tarde la Real Federación Española de Fútbol, organismo que se fundó en 1913, reconoció y dio validez a los dos títulos, por lo que ambos se contabilizan en el palmarés de la Copa.

## Cisma de la Federación
Hasta la edición de 1909 había organizado la Copa del Rey el Madrid Foot-Ball Club y la Asociación Madrileña de Clubs de Foot-Ball. Debido a ello todas las ediciones se habían disputado en la capital de España, lo que suscitó protestas de algunos equipos de las periferias, que consideraban que los equipos madrileños se veían favorecidos por este hecho.[cita requerida]
En enero de 1909 nueve clubes (Madrid F. C., Vigo Sporting Club, Real Club Deportivo de la Sala Calvet, Sport Club Cartagena, Círculo Industrial y de Sport de Avilés, Bilbao F. C., Club Recreativo de Huelva, Sociedad Gimnástica Española y Español F. C. de Madrid) se asociaron para fundar la Federación Española de Clubs de Foot-Ball (FECF), antecesora del vigente estamento. Esta coalición debía asumir la organización de los campeonatos de España en el futuro y así lo hizo en 1909, en Madrid nuevamente. Lo que se presagiaba como un nuevo triunfo de la tetracampeona escuadra madridista dio con el triunfo del Club Ciclista de San Sebastián, rompiendo así su racha victoriosa.
Los donostiarras, en su condición de vigentes campeones, reclamaron organizar la edición de 1910 en su ciudad, pero una mayoría de clubes de la Federación se opusieron a esta proclama, ya que preferían que el torneo se disputara en Madrid. A raíz de esto se extendió una agria disputa entre el Club Ciclista y estos clubes. La F. E. C. F. tenía un artículo en sus estatutos que la facultaba en exclusiva para organizar el campeonato, por lo que al Club Ciclista no le quedó más remedio que intentar crear una organización alternativa, la Unión Española de Clubs de Foot-ball. Esta, sin embargo, no llegó a constituirse legalmente hasta 1912 con lo que este torneo de 1910 estuvo organizado no por un ente federativo rival sino por un grupo de clubes que no formaban parte de la Federación Española.

## Torneo de la Unión Española de Clubs de Football

### Equipos participantes
Los donostiarras lograron atraer en un principio a su campeonato a quince clubes no inscritos en la Federación Española de Clubs de Foot-ball, pero a la postre, solo participaron dos clubes que habían logrado obtener el título de Copa, el Athletic Club y el Madrid Foot-Ball Club. La participación del Athletic Club es fácilmente explicable por razones de vecindad con los donostiarras y porque mantenían la misma reclamación histórica de que el torneo no debía disputarse siempre en Madrid.
Sin embargo los historiadores de fútbol no se ponen de acuerdo en la razón por la que el Madrid F. C. prefirió jugar en San Sebastián en vez del torneo de la FECF en su ciudad. Algunos aluden a la condición de «torneo de campeones» que adquió la competición de San Sebastián, al contar con la participación del vigente campeón y del laureado Athletic Club. Otros hablan de la rivalidad que mantenía el Madrid F. C. con el Español Foot-Ball Club y que pudiera provocar un nuevo cisma como el acontecido en la edición de 1904, lo que les llevó a buscar un torneo alternativo para no coincidir con sus vecinos. Otros consideran que la decisión de los madridistas estuvo condicionada por los vicepresidentes de la entidad: José Ángel Berraondo, quien se había marchado a vivir a San Sebastián y estableció legalmente la Sociedad de Foot-Ball de San Sebastián, de la que era además capitán, jugador y entrenador; y Antonio Vega de Seoane, presidente donostiarra con gran influencia en la capital, donde realizó sus estudios y jugó para el Athletic Club (Sucursal de Madrid). En cualquier caso, el Madrid pasaba por una mala época y tuvo que acudir a San Sebastián con refuerzos que le cedió la Sociedad Gimnástica Española.
Curiosamente, el Ciclista Foot-Ball Club, instigador del torneo y vigente campeón, no participó como tal en el mismo. El título de la edición anterior logrado por los donostiarras fue como un paraguas administrativo de los futbolistas de la Sociedad de Foot-Ball, quienes legalizaron oficialmente su club en septiembre de 1909 como sociedad exclusivamente dedicada al foot-ball, si bien existía desde años atrás. De acuerdo a los estatutos que existían del Campeonato de España, no tenían la antigüedad suficiente desde su establecimiento legal para participar en el torneo de 1910, por lo que de nuevo se ampararon bajo otro club que si los cumplía, en este caso el Vasconia Sporting Club. Este conjunto tuvo que vencer en una eliminatoria previa al Racing Club de Irún para dilucidar el representante local en el torneo.

### Fase final
Fue el primer torneo en disputarse de los dos. Se celebró los días 19, 20 y 21 de marzo de 1910 en el Estadio de Ondarreta de San Sebastián. El torneo fue una liguilla entre Athletic Club, Vasconia Sporting Club de San Sebastián y Madrid Foot-Ball Club.
| Local            | Resultado | Visitante        |
| ---------------- | --------- | ---------------- |
| Athletic Club    | 2 - 0     | Madrid F. C.     |
| Athletic Club    | 1 - 0     | Vasconia S. C. * |
| Vasconia S. C. * | 2 - 0     | Madrid F. C.     |

El partido decisivo se disputó el 20 de marzo de 1910 y enfrentó al Athletic Club con el Vasconia Sporting Club. Como dato anecdótico cabe decir que esta fue la primera ocasión en la que el Athletic Club jugó con camiseta rojiblanca, ya que hasta entonces jugaba con una camiseta blanquiazul.
| 1     | POR   | Luis Astorquia      |  |
| 2     | DEF   | Juan Arzuaga        |  |
| 3     | DEF   | José María Amann    |  |
| 4     | MED   | Cameron             |  |
| 5     | MED   | José María Belauste |  |
| 6     | MED   | Grapham             |  |
| 7     | DEL   | Luis Hurtado        |  |
| 8     | DEL   | Remigio Iza         |  |
| 9     | DEL   | Burns               |  |
| 10    | DEL   | A. Veitch           |  |
| 11    | DEL   | Luis Iceta          |  |
| D. T. | D. T. | Sin entrenador      |  |

| 1     | POR   | Pedro Bea            |  |
| 2     | DEF   | Domingo Arrillaga    |  |
| 3     | DEF   | Pérez                |  |
| 4     | MED   | Bonifacio Echeverría |  |
| 5     | MED   | Goitisolo            |  |
| 6     | MED   | Irureta              |  |
| 7     | DEL   | Manuel Prast         |  |
| 8     | DEL   | C. F. Simmons        |  |
| 9     | DEL   | George McGuinness    |  |
| 10    | DEL   | Mariano Lacort       |  |
| 11    | DEL   | Luis Saura           |  |
| D. T. | D. T. | José Ángel Berraondo |  |

| 56' | Iza | 1:0 |

| Principal | Lavat |

| 1     | POR   | Luis Astorquia      |  |
| 2     | DEF   | Juan Arzuaga        |  |
| 3     | DEF   | José María Amann    |  |
| 4     | MED   | Cameron             |  |
| 5     | MED   | José María Belauste |  |
| 6     | MED   | Grapham             |  |
| 7     | DEL   | Luis Hurtado        |  |
| 8     | DEL   | Remigio Iza         |  |
| 9     | DEL   | Burns               |  |
| 10    | DEL   | A. Veitch           |  |
| 11    | DEL   | Luis Iceta          |  |
| D. T. | D. T. | Sin entrenador      |  |

| 1     | POR   | Pedro Bea            |  |
| 2     | DEF   | Domingo Arrillaga    |  |
| 3     | DEF   | Pérez                |  |
| 4     | MED   | Bonifacio Echeverría |  |
| 5     | MED   | Goitisolo            |  |
| 6     | MED   | Irureta              |  |
| 7     | DEL   | Manuel Prast         |  |
| 8     | DEL   | C. F. Simmons        |  |
| 9     | DEL   | George McGuinness    |  |
| 10    | DEL   | Mariano Lacort       |  |
| 11    | DEL   | Luis Saura           |  |
| D. T. | D. T. | José Ángel Berraondo |  |

| 56' | Iza | 1:0 |

| Principal | Lavat |

| 1     | POR   | Luis Astorquia      |  |
| 2     | DEF   | Juan Arzuaga        |  |
| 3     | DEF   | José María Amann    |  |
| 4     | MED   | Cameron             |  |
| 5     | MED   | José María Belauste |  |
| 6     | MED   | Grapham             |  |
| 7     | DEL   | Luis Hurtado        |  |
| 8     | DEL   | Remigio Iza         |  |
| 9     | DEL   | Burns               |  |
| 10    | DEL   | A. Veitch           |  |
| 11    | DEL   | Luis Iceta          |  |
| D. T. | D. T. | Sin entrenador      |  |

| 1     | POR   | Pedro Bea            |  |
| 2     | DEF   | Domingo Arrillaga    |  |
| 3     | DEF   | Pérez                |  |
| 4     | MED   | Bonifacio Echeverría |  |
| 5     | MED   | Goitisolo            |  |
| 6     | MED   | Irureta              |  |
| 7     | DEL   | Manuel Prast         |  |
| 8     | DEL   | C. F. Simmons        |  |
| 9     | DEL   | George McGuinness    |  |
| 10    | DEL   | Mariano Lacort       |  |
| 11    | DEL   | Luis Saura           |  |
| D. T. | D. T. | José Ángel Berraondo |  |

| 56' | Iza | 1:0 |

| Principal | Lavat |

| 1     | POR   | Luis Astorquia      |  |
| 2     | DEF   | Juan Arzuaga        |  |
| 3     | DEF   | José María Amann    |  |
| 4     | MED   | Cameron             |  |
| 5     | MED   | José María Belauste |  |
| 6     | MED   | Grapham             |  |
| 7     | DEL   | Luis Hurtado        |  |
| 8     | DEL   | Remigio Iza         |  |
| 9     | DEL   | Burns               |  |
| 10    | DEL   | A. Veitch           |  |
| 11    | DEL   | Luis Iceta          |  |
| D. T. | D. T. | Sin entrenador      |  |

| 1     | POR   | Pedro Bea            |  |
| 2     | DEF   | Domingo Arrillaga    |  |
| 3     | DEF   | Pérez                |  |
| 4     | MED   | Bonifacio Echeverría |  |
| 5     | MED   | Goitisolo            |  |
| 6     | MED   | Irureta              |  |
| 7     | DEL   | Manuel Prast         |  |
| 8     | DEL   | C. F. Simmons        |  |
| 9     | DEL   | George McGuinness    |  |
| 10    | DEL   | Mariano Lacort       |  |
| 11    | DEL   | Luis Saura           |  |
| D. T. | D. T. | José Ángel Berraondo |  |

| 56' | Iza | 1:0 |

| Principal | Lavat |

|                       |
| Campeón Athletic Club |
| 3.er título           |

## Torneo de la Federación Española de Clubs de Foot-ball
La Federación Española de Clubs de Foot-ball asentó las bases como promotora y todos los partidos se disputaron en el Campo del Retiro de Madrid. El premio para los vencedores fue de una copa de plata cedida por Su Majestad el Rey, once medallas de oro, el título honorífico de campeón de España de 1910 y once suscripciones de España Deportiva, mientras que los subcampeones recibieron once medallas de plata y once suscripciones de España Deportiva. Dichos premios y las bases del que fue el primer Campeonato de España del estamento se recogieron por el diario La Correspondencia de España en su publicación del 1 de abril:

BASES
1.º “Podrán tomar parte en este Campeonato todas las Sociedades de Foot-ball Asociación de España adheridas a la Federación Española de Clubs de Foot-ball, y que lleven por lo menos tres meses de existencia legal.

2.º Las inscripciones se harán dirigiéndose al presidente de la F. E. C. F. (Marqués de Leganés, 5, Madrid) antes del 17 de abril del año actual, en carta certificada, firmada por el presidente o secretario, acompañando la relación de jugadores y suplentes que componen el equipo, sin otra limitación que la de figurar como socios del Club en las listas de la Federación.

3.º Ninguna Sociedad podrá inscribir más de un equipo en este Campeonato.

4.º No podrán tomar parte en este Campeonato más que jugadores domiciliados en España, por lo menos, tres meses antes de la fecha de las presentes bases.

5.º Solo podrá tomar parte en este Campeonato una Sociedad por cada provincia. Si se inscribieran por alguna dos o más Sociedades, deberán efectuar entre sí partidos eliminatorios bajo las siguientes condiciones:
     a) Si existiese Federación regional, y estuviese adherida a la Española, aquella será la encargada de organizar las eliminatorias en la forma que crea más conveniente.
     b) En caso contrario, los Clubs inscritos acordarán entre sí la forma en que dichos partidos eliminatorios habrán de verificarse, eligiendo un Jurado a dicho efecto.
     c) De no llegar a un acuerdo, el Comité Central de la Federación resolverá sin apelación.
     d) Dentro de cada provincia se verificarán las eliminatorias; primero entre las Sociedades de una misma localidad, y la que resulte victoriosa con las respectivas vencedoras de las demás poblaciones de la misma provincia.
     e) Las eliminatorias antedichas deberán terminar antes del 16 de mayo próximo.
     f) La Federación regional, o el Jurado en su caso, deberá dar cuenta al Comité Central del resultado de estos partidos, en carta certificada, antes del día 18 de mayo.

7.º Los partidos definitivos se jugarán por series eliminatorias; si los Clubs concurrentes son más de cuatro, sorteándose los bandos de dos en dos, y por puntos si dichos Clubs son cuatro o menos.

8.º Los partidos se jugarán con cualquier tiempo, si no hay acuerdo en contra por parte de los capitanes.

9.º Cuando quince minutos después de la hora señalada para el comienzo del partido no se hubiese presentado uno de los equipos, el capitán del contrario podrá exigir se le de por ganado el partido, siempre que su bando estuviese completo.

10.º Los árbitros se nombrarán de común acuerdo entre los capitanes. De no haber acuerdo, los nombrará el Comité ejecutivo.

11.º Si por causa de fuerza mayor el árbitro tuviera que suspender el partido antes de su terminación, se volverá a jugar, comenzando de nuevo, el día y hora que el Comité Central determine, y precisamente con los mismos jugadores.

12.º En estos partidos regirá el reglamento aprobado por la Unión Internacional Amateur Foot-ball Association.

13.º La entrada para presenciar los partidos finales será de pago, y el beneficio líquido total por este medio conseguido se repartirá en partes proporcionales a la distancia que cada Club concursante haya tenido que recorrer para asistir al Campeonato, dejando un remanente a beneficio de la Federación.

14.º En años sucesivos este Campeonato se celebrará en el punto donde resida el Club campeón.

15.º La copa quedará en propiedad del Club que obtenga tres años consecutivos el Campeonato.

16.º La Sociedad que obtenga la copa uno o dos años queda obligada a entregarla al Comité ejecutivo de la Federación, por lo menos quince días antes del que se jueguen los finales de dicho año, haciendo el Comité entrega de la misma al Club que resultara campeón.

17.º Si la Sociedad que posea accidentalmente la copa se disolviera, hará entrega de
ella al Comité Central de la Federación.

18.º Cualquier detalle no previsto «a las presentes bases será fallado sin apelación por el Comité ejecutivo de la Federación Española de Clubs de Foot-ball.”
Pedro Sánchez de Neyra y Castro (Marqués de Casa Alta). Madrid, 21 de marzo de 1910.

### Participantes
En el torneo de la Federación se inscribieron inicialmente siete clubes: Academia de Infantería de Toledo, Foot-Ball Club Barcelona, Bilbao Foot-Ball Club, Real Club Fortuna de Vigo, Irún Sporting Club, Real Club Deportivo de la Sala Calvet y Español Foot-Ball Club de Madrid. Sin embargo, finalmente solo acudieron a la cita tres de ellos: el F. C. Barcelona, el Español F. C. y el R. C. D. Sala Calvet. El formato del torneo fue idéntico al del otro torneo, un triangular entre los participantes.

### Fase final
Catalanes y madrileños vencieron al conjunto gallego en los dos primeros partidos del torneo y quedó el título como un mano a mano entre barcelonistas y españolistas. El partido definitivo se disputó el 26 de mayo de 1910 en el Campo del Retiro de Madrid.
| Local           | Resultado | Visitante            |
| --------------- | --------- | -------------------- |
| F. C. Barcelona | 5 - 0     | R. C. D. Sala Calvet |
| Español F. C.   | 1 - 0     | R. C. D. Sala Calvet |
| F. C. Barcelona | 3 - 2     | Español F. C.        |

### Final
Inicialmente el Español se adelantó al Barcelona por 2-0 con goles de Buylla, resultado con el que se llegó al descanso y que les auguraba el triunfo final. Sin embargo, en la segunda parte el Barcelona tuvo una reacción demoledora, con goles de Rodríguez, Carlos Comamala y Charles Wallace, que les dio el triunfo final.
| 1  | POR | Joan Solá          |  |
| 2  | DEF | Paco Bru           |  |
| 3  | DEF | Manuel Amechazurra |  |
| 4  | MED | Arsenio Comamala   |  |
| 5  | MED | Enric Peris        |  |
| 6  | MED | Joan Grau          |  |
| 7  | DEL | Percy Wallace      |  |
| 8  | DEL | Charles Wallace    |  |
| 9  | DEL | Carlos Comamala    |  |
| 10 | DEL | José Rodríguez     |  |
| 11 | DEL | Romà Forns         |  |

| 1  | POR | García         |  |
| 2  | DEF | F. Álvarez     |  |
| 3  | DEF | S. Navarro     |  |
| 4  | MED | Patache Giralt |  |
| 5  | MED | Heredia        |  |
| 6  | MED | Manuel Yarza   |  |
| 7  | DEL | Gregorio       |  |
| 8  | DEL | Álvarez-Buylla |  |
| 9  | DEL | Antonio Neyra  |  |
| 10 | DEL | Morales        |  |
| 11 | DEL | Armando Giralt |  |

| 58' · 70' · 89' | C. Wallace C. Comamala José Rodríguez | 1:2 2:2 3:2 |

| 5' · 12' | Álvarez Buylla Álvarez-Buylla | 0:1 0:2 |

| Principal | Pablo Lemmel |

| 1  | POR | Joan Solá          |  |
| 2  | DEF | Paco Bru           |  |
| 3  | DEF | Manuel Amechazurra |  |
| 4  | MED | Arsenio Comamala   |  |
| 5  | MED | Enric Peris        |  |
| 6  | MED | Joan Grau          |  |
| 7  | DEL | Percy Wallace      |  |
| 8  | DEL | Charles Wallace    |  |
| 9  | DEL | Carlos Comamala    |  |
| 10 | DEL | José Rodríguez     |  |
| 11 | DEL | Romà Forns         |  |

| 1  | POR | García         |  |
| 2  | DEF | F. Álvarez     |  |
| 3  | DEF | S. Navarro     |  |
| 4  | MED | Patache Giralt |  |
| 5  | MED | Heredia        |  |
| 6  | MED | Manuel Yarza   |  |
| 7  | DEL | Gregorio       |  |
| 8  | DEL | Álvarez-Buylla |  |
| 9  | DEL | Antonio Neyra  |  |
| 10 | DEL | Morales        |  |
| 11 | DEL | Armando Giralt |  |

| 58' · 70' · 89' | C. Wallace C. Comamala José Rodríguez | 1:2 2:2 3:2 |

| 5' · 12' | Álvarez Buylla Álvarez-Buylla | 0:1 0:2 |

| Principal | Pablo Lemmel |

| 1  | POR | Joan Solá          |  |
| 2  | DEF | Paco Bru           |  |
| 3  | DEF | Manuel Amechazurra |  |
| 4  | MED | Arsenio Comamala   |  |
| 5  | MED | Enric Peris        |  |
| 6  | MED | Joan Grau          |  |
| 7  | DEL | Percy Wallace      |  |
| 8  | DEL | Charles Wallace    |  |
| 9  | DEL | Carlos Comamala    |  |
| 10 | DEL | José Rodríguez     |  |
| 11 | DEL | Romà Forns         |  |

| 1  | POR | García         |  |
| 2  | DEF | F. Álvarez     |  |
| 3  | DEF | S. Navarro     |  |
| 4  | MED | Patache Giralt |  |
| 5  | MED | Heredia        |  |
| 6  | MED | Manuel Yarza   |  |
| 7  | DEL | Gregorio       |  |
| 8  | DEL | Álvarez-Buylla |  |
| 9  | DEL | Antonio Neyra  |  |
| 10 | DEL | Morales        |  |
| 11 | DEL | Armando Giralt |  |

| 58' · 70' · 89' | C. Wallace C. Comamala José Rodríguez | 1:2 2:2 3:2 |

| 5' · 12' | Álvarez Buylla Álvarez-Buylla | 0:1 0:2 |

| Principal | Pablo Lemmel |

| 1  | POR | Joan Solá          |  |
| 2  | DEF | Paco Bru           |  |
| 3  | DEF | Manuel Amechazurra |  |
| 4  | MED | Arsenio Comamala   |  |
| 5  | MED | Enric Peris        |  |
| 6  | MED | Joan Grau          |  |
| 7  | DEL | Percy Wallace      |  |
| 8  | DEL | Charles Wallace    |  |
| 9  | DEL | Carlos Comamala    |  |
| 10 | DEL | José Rodríguez     |  |
| 11 | DEL | Romà Forns         |  |

| 1  | POR | García         |  |
| 2  | DEF | F. Álvarez     |  |
| 3  | DEF | S. Navarro     |  |
| 4  | MED | Patache Giralt |  |
| 5  | MED | Heredia        |  |
| 6  | MED | Manuel Yarza   |  |
| 7  | DEL | Gregorio       |  |
| 8  | DEL | Álvarez-Buylla |  |
| 9  | DEL | Antonio Neyra  |  |
| 10 | DEL | Morales        |  |
| 11 | DEL | Armando Giralt |  |

| 58' · 70' · 89' | C. Wallace C. Comamala José Rodríguez | 1:2 2:2 3:2 |

| 5' · 12' | Álvarez Buylla Álvarez-Buylla | 0:1 0:2 |

| Principal | Pablo Lemmel |

|                         |
| Campeón F. C. Barcelona |
| 1.er título             |